# Polyscias guilfoylei
Espèce
Synonymes
- Aralia guilfoylei W. Bull[2] [3]
- Aralia guilfoylei W.Bull[1]
- Aralia maculata W.Bull[1]
- Nothopanax fruticosus var. victoriae (W.Bull) Merr.[1]
- Nothopanax guilfoylei (W.Bull) Merr.[1]
- Panax guilfoylei (W.Bull) Cogn. & Marchal[1]
- Panax laciniata Williams ex hort.[1]
- Panax victoriae W.Bull[1]
- Polyscias guilfoylei var. laciniata (B.S.Williams ex W.Richards) L.H.Bailey[1]

Polyscias guilfoylei est une espèce de plantes à fleurs de la famille des Araliaceae.

## Liste des variétés
Selon Tropicos (29 octobre 2017) (Attention liste brute contenant possiblement des synonymes) :
- variété Polyscias guilfoylei var. laciniata (Williams ex hort.) L.H. Bailey
- variété Polyscias guilfoylei var. monstrosa (hort. ex Truff.) L.H. Bailey
- variété Polyscias guilfoylei var. victoriae (W. Bull ex hort.) L.H. Bailey